# King Vidor
King Vidor (Galveston, Teksas, Sjedinjene Države, 8. Veljače 1894.  - Paso Robles, Kalifornija, Sjedinjene Države, 1. studenoga 1982.) bio je američki filmski redatelj.
Karijeru započinje kao snimatelj filmskih novosti i kino-operater. Godine 1913., redateljski debi ostvaruje kratkim filmom Hurricane in Galveston. U Hollywoodu od 1915., bavi s raznim poslovima vezanim uz kinematografiju prije režije filma The Turn in the Road (1919.). Kvalitetna montaža u filmu Peg o' My Heart (1922.) donosi mu ugovor s MGM-om. 1925. realizira melankolični ratni film The Big Parade, čiji ga veliki komercijalni uspjeh etablira kao jednog od vodećih studijskih redatelja MGM-a. Postiže uspjeh kod kritike i čuvenim filmom The Crowd (1928.), koji se smatra Vidorovim remek-djelom i jednim od najboljih američkih nijemih filmova, istaknut inovativnim korištenjem kamere. 1930-ih snima filmove raznih žanrova, kao drame 
The Champ (1931.) i The Citadel (1938.), film socijalne tematike Our Daily Bread (1934.), i vestern Stella Dallas (1937.).  1940-ih, redatelj je uspješnog epskog vesterna Duel in the Sun (1946.), dok 1959., nakon povijesnog spektakla Solomon and Sheba napušta film. 
Nakon što je pet puta nominiran za Oscara, 1979., dodijeljen mu je počasni Oscar kao priznanje karijeri. 1980. režira svoj posljednji film dokumentarac The Metaphor. Bio je predsjednik udruženja redatelja (Screen Directors Guild) od 1936. do 1938.

## Izabrana filmografija
- Peg o' My Heart (1922.)
- The Big Parade (1925.)
- The Crowd (1928.)
- The Champ (1931.)
- The Citadel (1938.)
- Duel in the Sun (1946.)
- Solomon and Sheba (1959.)

## Vanjske poveznice
- King Vidor u internetskoj bazi filmova IMDb-u (engl.)
- sensesofcinema.com   Arhivirana inačica izvorne stranice od 7. lipnja 2009. (Wayback Machine)